# Josiah Ritchie
Josiah George Ritchie (Westminster, 18 de octubre de 1870-Ashford, Surrey, 28 de febrero de 1955) fue un tenista británico, que consiguió ganar tres medallas olímpicas y dos títulos de dobles del Torneo de Wimbledon.

## Carrera deportiva
Participó, a los 40 años, en los Juegos Olímpicos de Londres 1908 realizados en Londres (Reino Unido), donde consiguió ganar la medalla de oro en la prueba individual masculina, la medalla de plata en la prueba de dobles masculinos, haciendo pareja con James Parke, y la medalla de bronce en la prueba individual interior. Asimismo participó en la prueba de dobles masculinos interiores donde, haciendo pareja con Lionel Escombe, finalizó cuarto.
A lo largo de su carrera consiguió llegar a la final individual del Torneo de Wimbledon en 1909, donde perdió ante Arthur Gore (6-8, 1-6, 6-2, 6-2, 6-2), y consiguió ganar el título de dobles haciendo pareja con Tony Wilding los años 1908 y 1910, llegando también a la final en 1911.
En 1908 fue miembro del equipo británico de la Copa Davis, y consiguió ganar cinco veces el torneo de Hamburgo (1903-1906 y 1908), cuatro veces el torneo de Queen 's (1902, 1904, 1906 y 1909) y una vez el torneo de Montecarlo (1907).